# Парагвај на Светском првенству у атлетици у дворани 2022.
Парагвај је учествовао на 18. Светском првенству у атлетици у дворани 2022. одржаном у Београду од 18. до 20. марта. Репрезентацију Парагваја на њеном петнаестом учествовању на светским првенствима у дворани представљао је један атлетичар који се такмичио у трци на 60 метара.,
На овом првенству такмичар Парагваја није освојио ниједну медаљу нити остварио неки резултат.

## Учесници
Мушкарци:
- Матео Варгас — 60 м

## Резултати

### Мушкарци
| Атлетичар    | Дисциплина | Лични рекорд | Квалификације | Квалификације | Полуфинале           | Полуфинале           | Финале               | Финале       | Детаљи |
| Атлетичар    | Дисциплина | Лични рекорд | Резултат      | Место         | Резултат             | Место                | Резултат             | Место        | Детаљи |
| ------------ | ---------- | ------------ | ------------- | ------------- | -------------------- | -------------------- | -------------------- | ------------ | ------ |
| Матео Варгас | 60 м       | 7,00         | 7,08          | 6. у гр. 4    | Није се квалификовао | Није се квалификовао | Није се квалификовао | 42 / 43 (50) |        |